# Weinmannia
Weinmannia L., 1759 è un genere di piante angiosperme della famiglia Cunoniaceae, ampiamente diffuso nell'emisfero australe.

## Distribuzione e habitat
È il genere più diffuso della famiglia Cunoniaceae essendo presente: in America centrale, nei Caraibi e in Sud America; in Madagascar, nelle isole Comore e nelle isole Mascarene; nella penisola malese, nelle isole della Sonda, nelle Molucche, nelle Filippine, in Nuova Guinea e in numerose isole dell'oceano Pacifico meridionale incluse Nuova Zelanda e Nuova Caledonia, le isole Salomone, le isole Samoa, Vanuatu e le isole Figi.
Il genere è assente dall'Australia, dove sono state tuttavia rinvenute alcune specie fossili.
La maggior parte delle specie di Weinmannia si trova nelle foreste tropicali montane, anche se alcune specie si trovano nelle foreste di bassa quota del Madagascar e nelle foreste temperate di Cile, Argentina e Nuova Zelanda.

## Tassonomia
Weinmannia, il genere più numeroso della famiglia Cunoniaceae, comprende 91 specie:
- Weinmannia abstrusa J.F.Morales
- Weinmannia anisophylla Standl. & L.O.Williams
- Weinmannia apurimacensis O.C. Schmidt
- Weinmannia auriculata D.Don
- Weinmannia auriformis Z.S.Rogers
- Weinmannia baccariniana Pamp.
- Weinmannia balbisiana Kunth
- Weinmannia bangii Rusby
- Weinmannia boliviensis R.E. Fr.
- Weinmannia brachystachya Willd. ex Engl.
- Weinmannia bradfordiana Z.S.Rogers
- Weinmannia burserifolia Standl.
- Weinmannia chryseis Diels
- Weinmannia cinerea Ruiz & Pav.
- Weinmannia cochensis Hieron.
- Weinmannia cogolloi J. F. Morales
- Weinmannia condorensis Z.S.Rogers
- Weinmannia corocoroensis J.Bradford & P.E.Berry
- Weinmannia costulata Cuatrec.
- Weinmannia crassifolia Ruiz & Pav.
- Weinmannia cundinamarcensis Cuatrec.
- Weinmannia cymbifolia Diels
- Weinmannia davidsonii A. Fuentes & Z.S. Rogers
- Weinmannia descendens Diels
- Weinmannia discolor Gardner
- Weinmannia dzieduszyckii Szyszył.
- Weinmannia elliptica Kunth
- Weinmannia fagaroides Kunth
- Weinmannia geometrica Rusby
- Weinmannia glabra L.f.
- Weinmannia glomerata C. Presl
- Weinmannia guyanensis Klotzsch ex Engl.
- Weinmannia haenkeana Engl.
- Weinmannia heterophylla Ruiz & Pav.
- Weinmannia horrida J. F. Morales
- Weinmannia humilis Engl.
- Weinmannia ibaguensis Cuatrec.
- Weinmannia ilutepuiensis P.E.Berry & J.Bradford
- Weinmannia intermedia Schltdl. & Cham.
- Weinmannia jahnii Cuatrec.
- Weinmannia jelskii Zahlbr.
- Weinmannia karsteniana Szyszył.
- Weinmannia kunthiana D.Don
- Weinmannia lansbergiana Engl.
- Weinmannia latifolia C. Presl
- Weinmannia laurina Kunth
- Weinmannia laxiramea Killip & A.C.Sm.
- Weinmannia lechleriana Engl.
- Weinmannia lentiscifolia C.Presl
- Weinmannia lopezana Cuatrec.
- Weinmannia loxensis Harling
- Weinmannia lyrata Rusby
- Weinmannia machupicchuensis F.Arroyo
- Weinmannia macrophylla Kunth
- Weinmannia magnifica J.Bradford & Z.S.Rogers
- Weinmannia magnifolia Cuatrec.
- Weinmannia mariquitae Szyszył.
- Weinmannia mauritiana D.Don
- Weinmannia microphylla Kunth
- Weinmannia multijuga Killip & A.C.Sm.
- Weinmannia organensis Gardner
- Weinmannia ovata Cav.
- Weinmannia oxapampana F.Arroyo
- Weinmannia parvifoliolata Cuatrec.
- Weinmannia paulliniifolia Pohl
- Weinmannia pentaphylla Ruiz & Pav.
- Weinmannia pinnata L.
- Weinmannia piurensis O.C. Schmidt
- Weinmannia polyphylla Moric. ex DC.
- Weinmannia portlandiana R.A. Howard & Proctor
- Weinmannia pubescens Kunth
- Weinmannia reticulata Ruiz & Pav.
- Weinmannia rhoifolia Rusby
- Weinmannia rollottii Killip
- Weinmannia sorbifolia Kunth
- Weinmannia spruceana Engl.
- Weinmannia stenocarpa Killip & A.C. Sm.
- Weinmannia subsessiliflora Ruiz & Pav.
- Weinmannia ternata Engl.
- Weinmannia testudineata Cuatrec.
- Weinmannia tinctoria Sm.
- Weinmannia tolimensis Cuatrec.
- Weinmannia tomentosa L.f.
- Weinmannia trianae Wedd.
- Weinmannia trichosperma Cav.
- Weinmannia ulei Diels
- Weinmannia vegasana Killip & A.C. Sm.
- Weinmannia velutina O.C.Schmidt
- Weinmannia vulcanicola J.F.Morales
- Weinmannia wercklei Standl.
- Weinmannia yungasensis A. Fuentes & Z.S. Rogers

La classificazione di Bradford (1998), basata su una analisi cladistica dei caratteri morfologici dell'infiorescenza, suddivide il genere in 5 sezioni:
- Sezione Fasciculata  (comprendente specie diffuse dalla Malesia alla Melanesia)
- Sezione Inspersa (ristretta al Madagascar)
- Sezione Leiospermum  (isole dell'oceano Pacifico meridionale)
- Sezione Spicata (Madagascar e Comore)
- Sezione Weinmannia (America centrale, America del Sud e Mascarene)